# Mijaíl Bajtín
Mijaíl Mijáilovich Bajtín (en ruso: Михаи́л Миха́йлович Бахти́н, pronunciado: [mʲɪxʌˈil mʲɪˈxajləvʲɪʨ bʌxˈtʲin], transliterado en inglés como Bakhtin; Oriol, 17 de noviembre de 1895-Moscú, 7 de marzo de 1975) fue un historiador, crítico literario, teórico y filósofo del lenguaje de la Unión Soviética. Sus escritos, sobre una variedad de temas, inspiraron a académicos que trabajaban en varias tradiciones diferentes (marxismo, semiótica, estructuralismo, crítica religiosa) y en disciplinas tan diversas como la crítica literaria, la historia, la filosofía, la sociología, la antropología y la psicología. Aunque Bajtín participó activamente en los debates sobre estética y literatura que tuvieron lugar en la Unión Soviética en la década de 1920, su posición distintiva no se hizo muy conocida hasta que fue redescubierto por académicos rusos en la década de 1960.

## Biografía
Mijaíl Bajtín nació el 5 de noviembrejul./ 17 de noviembre de 1895greg. en Oriol, miembro de una familia aristocrática en decadencia. Su padre era gerente de un banco y trabajó en varias ciudades, por esa razón Bajtín vivió su infancia en Oriol, Vilna y Odesa. Ingresó en la universidad de Odesa en 1913, pero tiempo después se trasladó a la Universidad de San Petersburgo para estar con su hermano Nikolái. Allí fue donde estudió filosofía y letras (interesándose por la filosofía alemana) y empezó a recibir sus primeras influencias por parte de los trabajos del clasicista Faddéi Frántsevich Zelinski, quien dio inicio a los conceptos elaborados más tarde por Bajtín.
Tras finalizar sus estudios en 1918 se trasladó a la pequeña ciudad de Nével (Pskov), al oeste de Rusia, donde impartió clases por dos años. Durante ese tiempo trabajó junto a otros estudiosos del pensamiento contemporáneo y de las nuevas corrientes de la ciencia, entre los que se encontraba Valentín Volóshinov; todos ellos con diferentes intereses, pero unidos por la discusión de temas religiosos, políticos y literarios. Así fue como se creó el llamado Círculo de Bajtín, cuyas charlas eran principalmente sobre la filosofía alemana. Bajtín empezó a considerarse a sí mismo más como un filósofo que como un estudioso de la literatura. Durante esa época vivió en Nével y trabajó en un texto sobre la filosofía moral que nunca fue publicado en su totalidad, sólo una parte bajo el nombre de “Arte y Responsabilidad” en 1919.

## Trayectoria
Bajtín terminó sus estudios en 1918. Luego se mudó a una pequeña ciudad en el oeste de Rusia, Nevel (óblast de Pskov), donde trabajó como maestro de escuela durante dos años. Fue en esa época cuando se formó el primer "Círculo de Bajtín". El grupo estaba formado por intelectuales con intereses diversos, pero todos compartían un amor por la discusión de temas literarios, religiosos y políticos. Incluidos en este grupo estaban Valentin Voloshinov; Matvei Isaevich Kagan; Lev Vasilievich Pumpianskii; Ivan Ivanovich Sollertinskii; y, finalmente, PN Medvedev, quien se unió al grupo más tarde en Vitebsk. Vitebsk era "un centro cultural de la región", el lugar perfecto para que Bajtín "y otros intelectuales organizaran conferencias, debates y conciertos".  La filosofía alemana fue el tema del que se habló con más frecuencia y, a partir de este momento, Bajtín se consideró más un filósofo que un erudito literario. Fue también en Nevel donde Bajtín trabajó incansablemente en una extensa obra sobre filosofía moral que nunca fue publicada en su totalidad. Sin embargo, en 1919 se publicó una pequeña parte de esta obra, titulada "Arte y responsabilidad". Esta pieza constituye la primera obra publicada de Bajtín. Bajtín se trasladó a Vitebsk en 1920. Fue aquí, en 1921, donde se casó con Elena Aleksandrovna Okolovich. Más tarde, en 1923, a Bajtín le diagnosticaron osteomielitis , una enfermedad ósea que finalmente lo llevó a la amputación de una pierna en 1938. Esta enfermedad obstaculizó su productividad y lo dejó inválido. 
En 1920, Bajtín se trasladó a Vítebsk y un año después contrajo matrimonio con Elena Aleksándrovna Okolóvich. Estuvo trabajando como profesor de literatura, entabló amistad con el pintor fauvista Marc Chagall y fue entonces cuando finalmente se adhería al Círculo de Bajtín Pavel Medvedev. Tres años más tarde a Bajtín se le diagnosticó una enfermedad ósea llamada osteomielitis. Tras perder su trabajo por sospechas de práctica religiosa marchó en 1924 a Petrogrado (hoy San Petersburgo) y asumió un puesto en el Instituto Histórico y proporcionó servicios de consultoría para la Casa Editorial del Estado. Allí conoció a las principales figuras del formalismo ruso y publicó Freudismo (1927), El método formal en los estudios literarios (1928) y Marxismo y filosofía del lenguaje (1929) (aunque este último apareció bajo el nombre de su discípulo Valentín Volóshinov la autora Tatiana Bubnova señala que se trata de un texto apócrifo de Bajtin).
Fue en ese momento cuando Bajtín decidió compartir su trabajo con el público pero justo antes de ser publicado en “la Cuestión de la Metodología de Estética en las obras escritas", la revista en la que tenía que aparecer cesó su publicación y no se pudo leer nada de este trabajo hasta pasados cincuenta años. En 1929, publicó su gran obra Problemas de la poética de Dostoievski, donde introdujo por primera vez el concepto de dialogismo. Pero tan pronto se publicó este libro revolucionario se le acusó de ser participante del movimiento clandestino de la Iglesia ortodoxa rusa (lo cual no ha podido ser probado aún).
Como consecuencia de una de las muchas purgas de artistas e intelectuales por parte de Stalin, este condenó a Bajtín a ser desterrado a Siberia; dado su estado precario de salud, hizo un llamamiento alegando que enviarlo al exilio sería matarlo, por eso fue deportado y condenado a seis años de exilio interno en Kazajistán donde permaneció siete años trabajando como contable en el pueblo de Kustanái. Durante ese tiempo escribió muchos ensayos importantes incluyendo “El discurso en la novela”.
A finales de 1936, no se le restituyó el permiso para enseñar y dio cursos en el Instituto Pedagógico de Mordovia en Saransk, donde se lo consideraba como alguien de poco prestigio y sólo se le permitía dar unas pocas clases. Huyendo de la gran purga estalinista de 1937, Bajtín se trasladó al pueblecito de Kimry (Tver) a unos doscientos kilómetros de Moscú. Allí completó su trabajo en su libro sobre la novela germana del siglo XVIII, que fue aceptado por la editorial Sovetski Pisátel. Sin embargo, el único manuscrito de la obra desapareció durante la conmoción causada por la invasión alemana.
En 1938, la enfermedad ósea que le fue diagnosticada años atrás le ocasionó la amputación de una pierna; después de este hecho su salud mejoró y se volvió más prolífico. En 1940, y hasta el final de la Segunda Guerra Mundial, Bajtín vivió en Moscú, donde en 1941 leyó sus tesis sobre François Rabelais en el Instituto Gorki de Literatura Mundial de Moscú para obtener un título de postgrado, una tesis que no pudo ser defendida hasta el final de la guerra. En 1946, defendió la tesis Rabelais en la historia del realismo obteniendo el grado de Candidato de Ciencias. Los estudiosos de Moscú se habían dividido en dos grupos: los opositores oficiales guiando la defensa de la orientación (que aceptaron el manuscrito original y poco ortodoxo) y aquellos otros profesores en contra de la aceptación del manuscrito. La forma mundana y anárquica en que Bajtín trataba el tema causó muchas discusiones, que sólo cesaron ante la intervención del gobierno. En última instancia, a Bajtín le fue denegado el título de Doktor nauk (Doctor en Ciencias) y se le concedió el grado menor de Candidato de Ciencias por la Comisión Suprema de Certificación, la oficina de acreditación del Estado.
Más tarde, Bajtín fue invitado a volver a Saransk, donde asumió el cargo de presidente del Departamento General de Literatura en el Instituto Pedagógico de Mordovia. Cuando en 1957 este instituto hizo la transición de colegio para maestros a universidad se lo nombró como jefe del Departamento de Literatura Rusa y de Literatura Mundial. En 1961, el deterioro de su salud lo forzó a retirarse y a causa de la búsqueda de ayuda médica, Bajtín tuvo que trasladarse de nuevo a Moscú, donde vivió hasta su muerte el 7 de marzo de 1975.

## Obras, conceptos y teorías

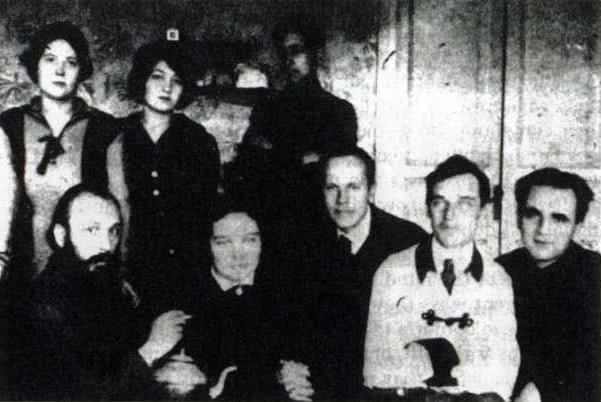
Círculo de Bajtín. Sentados, de izquierda a derecha: Bajtín, María Yúdina, Valentín Volóshinov, Lev Pumpianski, Pável Medvédev. De pie, Konstantín Váguinov y su esposa (mediados de los años 1920).

En 1936, había publicado una de sus obras más importantes, Problemas de la poética de Dostoyevski, donde describe el aspecto polifónico y dialógico de las novelas de este autor, es decir, su facultad de exponer y contrastar distintas cosmovisiones de la realidad representadas por medio de cada personaje. Pero su obra más influyente fue La cultura popular en la Edad Media y en el Renacimiento: el contexto de François Rabelais (1941), donde introducía su idea de la novela como expresión de la cultura popular carnavalesca y bufa, como rechazo de la norma unívoca y de la rigidez de los patrones y estilos literarios, como celebración de la ambivalencia. El discurso carnavalesco, amplio y polifónico, se enfrenta, a su manera de ver, a una visión rígida y estática, de naturaleza aristocrática, de la realidad.
Aunque sus obras tuvieron gran prestigio en la URSS de los años 1960, su pensamiento solo se conoció en Occidente tras su muerte en 1975. Hizo contribuciones originales a la nueva lingüística, la sociolingüística, la narratología, la antropología literaria e, incluso, a los estudios culturales y las construcciones hipertextuales. No obstante, su importancia deberá ser matizada, tras haberse descubierto -a partir del examen directo de sus notas- que sigue, y muy directamente, a filósofos y sociólogos germanos, singularmente a Ernst Cassirer.
Frecuentemente, se circunscribe el aporte de Bajtín al campo literario, pero su legado es en el campo de la semiótica, desde donde podemos abordar la problemática del texto y del discurso; así los estudios del ruso no son privativos de la lingüística o de la literatura, pues en su paradigma dialógico se entienden ambos como prácticas sociales.
Así, uno de sus principales aportes es el del concepto de "género discursivo", grandes formas relativamente estables, de carácter cultural, que adoptan los textos para circular en la sociedad. Los géneros discursivos se erigen dialógicamente, es decir, se construyen en la práctica cotidiana de quienes utilizan la lengua.
La concepción bajtiniana de los procesos que se dan en la literatura es dialógica, se funda en el diálogo y en la forma en la que el proceso de comunicación (que nunca es unívoco y monológico) se desarrolla.
Más allá de una teoría unificada de la literatura, el pensamiento de Bajtín constituye una reflexión siempre cambiante y evolutiva sobre esta, ya que consideraba que la idea de «sistema» o «teoría» es en sí misma contraproducente, pues limita un fenómeno dialógico y dinámico a marcos, y se profundiza solamente en el nivel formal de la obra, mas no se presta atención al nivel estético y ético del que habla (la arquitectónica que menciona en sus escritos tempranos).
Su pensamiento supone una innovación respecto al carácter discursivo unidireccional, impositivo y dominador de la retórica clásica y alumbra una construcción participativa, integradora, social, en la que cabe la diversidad, la multiplicidad de voces, el escenario polifónico, en la que muchos autores ven rasgos que anticipan las futuras derivas de los estudios culturales. También lo es frente a las teorías contemporáneas, en particular la teoría lingüística saussuriana que da demasiada importancia al rol de la lengua, que considera el habla en acto que debe ser analizada mientras se produce y no en un sistema que disecciona fenómenos que no se caracterizan por ser universales sino específicos.
Otras teorías que ataca son el formalismo ruso, que también da importancia excesiva al resultado formal de la creación literaria en oposición a la creación, que él considera se constituye en una arquitectónica (término que crea para evitar los límites que impone la teoría). Los formalistas daban importancia a lo formal (el nivel estético de su arquitectónica) pero dejan de lado el plano ético de la creación, en el cual se desenvuelve el creador y que está entretejido con el estético, ya que el dialogismo es un fenómeno que considera a ambos.
Establece una similitud entre el acto, o hecho concreto de comunicación, y la palabra. Frente a la lingüística tradicional, propone estudiar la lengua como fenómeno de comunicación relacionado con un contexto y unos valores de interlocución definidos por los protagonistas del diálogo. Distingue el alcance de la comunicación según los mencionados ‘géneros’ expresivos, el «volumen» semántico, la naturaleza dialogante de sus actores, la situación en la que se produce y sus alcances extralingüísticos y metalingüísticos. La interpretación de los textos clásicos no se puede, pues, hacer desde la abstracción temporal, social y cultural del momento en el que el autor empleó los recursos del diálogo con sus lectores, esto es, precisa conocer lo que describe como su cronotopo, una doble vertiente espacio-temporal.
De esta forma, su visión sobre la "naturaleza" del lenguaje con contraria a la planteada por Ferdinand de Saussure desde la escuela estructuralista, ya que para éstos el discurso -enunciado- pertenecía al habla, no a lo verdaderamente estudiable que es el sistema. Saussure creó un sistema científico que aísla la realización del sistema que lo sustenta, mientras que Bajtín creía firmemente que se podía clasificar y analizar el discurso por medio de su separación en dos grupos por estructura, la preparación del acto y su estilo. Un desarrollo ulterior de la crítica al paradigma saussuriano (llamado por él "objetivismo abstracto"), y su modelo de análisis dialógico, puede encontrarse en la obra El marxismo y la filosofía del lenguaje, de Valentín Volóshinov (se recomienda traducción de Tatiana Bubnova). Volóshinov, se cree, es un heterónimo (otro nombre, una suerte de pseudónimo) de Bajtín, o bien, un miembro que escribe una obra prácticamente "dictada" por el maestro para burlar la persecución de la política estalinista.
Si se toma la clasificación antes desarrollada, se pueden ver dos grandes grupos que, según Bajtín, son «infinitos» y se crean cada vez que una persona dice o escribe algo. Estos grupos son los «géneros primarios» y los «géneros secundarios». Los primarios son los menos elaborados, los más informales, sin una preparación previa, por ejemplo un diálogo casero entre un padre y un hijo o entre amigos. Los secundarios, por el contrario, son los textos literarios, los que requieren una elaboración previa y poseen una estructura determinada, por ejemplo las novelas, las obras de teatro o los poemas.
Bajtín habla también de la «hibridación» dialógica como instrumento de permeabilidad y libertad de los idiomas para favorecer la pragmática comunicativa entre expresiones de tiempos distintos o valores culturales coetáneos diferenciados por matices contextuales heterogéneos o distintas matrices idiomáticas, por su heteroglosia.

### El acto ético y el acto estético
Bajtín hace distinción entre dos mundos opuestos, impenetrables e incomunicados entre sí. A estos los nombra como el mundo de la cultura y el mundo de la vida. Este último se refiere a todo aquello que creamos, conocemos y contemplamos. No existe algo que conecte a la cultura y la vida.
Según Bajtín, para poder superar la incompatibilidad entre la cultura y la vida, es necesario encontrar un punto unitario para hacernos cargo tanto de la responsabilidad especializada (correspondiente a la cultura) como de la responsabilidad moral (correspondiente a la vida), “de modo que la responsabilidad especializada debe aparecer como momento adjunto de la responsabilidad moral única y unitaria”.
Al llevar a cabo un acto ético, no existen normas morales predeterminadas en el mundo; más bien existe un sujeto moral con una estructura determinada que decide qué y cuándo realizar las cosas. También decide si sus acciones son moralmente necesarias. Para Bajtín, la vida concebida como el acto ético no tiene que ver con el ser psíquico de cada persona.
Una de las propuestas principales de Bajtín es que “la visión estética no se transforma en una confesión, y si llega a serlo, deja de ser la visión estética”. Sin embargo, afirma que existen obras que sí están en un punto medio entre la estética y la confesión.
A partir de la visión estética no se puede tener conocimiento del ser en su realización, sino que sólo se puede tener una contemplación estética del ser extrapuesto (fuera de sí). El acto estético no es el reflejo de la vida real, de la vida en movimiento. De este modo, el acto ético ya no puede ser un reflejo del acto estético.
Cuando una obra literaria es creada, únicamente podemos ver una historia ideal. No podemos saber cuáles fueron sus causas temporales y su desenvolvimiento psicológico, pues nada tiene que ver con el acto estético. No es posible suponer una coincidencia a nivel teórico entre el autor y el personaje, porque la relación que se da entre ellos es de orden distinto; siempre se ignora el hecho de que el ser del personaje y el del autor se encuentran a niveles diferentes. Si en algún punto el personaje literario se vuelve portador de las ideas propias del autor, este ya dejaría de ser un personaje creado estéticamente.
Bajtín rechaza el enfoque dominante que confunde al autor-creador (perteneciente a la obra y al acto estético) y al autor real (que es un ser ético, inmerso en la sociedad). "En este enfoque también tiene lugar una incomprensión del principio creativo de la actitud del autor hacia su personaje; como resultado se tiene la incomprensión y distorsión de la individualidad ética y biográfica del autor por un lado, y la incomprensión de toda una obra y de su protagonista por otro".
Cuando el creador-autor lleva a cabo el proceso necesario para dar origen a un personaje, este no debe de regresar a su "yo"; el autor se debe de convertir en un "otro". Se puede dar el caso de que el autor-creador olvide la extraposición (salir fuera de sí) a la hora de crear a un personaje. Si esto sucede, pueden ocurrir tres cosas: 1) el personaje se apropia del autor: La forma de ver el mundo deja de ser propia del autor y se convierte en la del personaje. 2)
el autor se apropia del personaje: El autor está reflejado en el discurso del personaje. 3) el personaje es su propio autor, estos se fusionan de manera indisoluble.
Cuando únicamente hay un participante en la creación artística, esta deja de ser un acto estético, pues la creación estética necesita de dos conciencias que no coinciden entre sí. Cuando las dos conciencias coinciden, esta pasa de ser un acto estético a un acto ético.

## Obras
- La cultura popular en la Edad Media y el Renacimiento. El contexto de François Rabelais. Traducción de Julio Forcat y César Conroy, Madrid: Alianza, 2005. ISBN 978-84-206-7907-5
- Problemas de la poética de Dostoievski, FCE, 1986
- Problemas literarios y estéticos, México: FCE, 1986.
- Teoría y estética de la novela, Madrid: Taurus, 1991 ISBN 978-84-306-2194-1
- El problema de los géneros discursivos, México: Siglo XXI, 1989.
- Marxismo e Filosofía da Linguagem, Sâo Paulo: Hucitec, 1992.
- El método formal en los estudios literarios, Madrid: Alianza, 1994, con el seudónimo Medvédev.
- Estética de la creación verbal, México: Siglo XXI, 1979.
- Las fronteras del discurso, Buenos Aires: Las Cuarenta, 2011.
- Hacia una filosofía del acto ético: de los borradores y otros escritos, Anthropos, 1998 ISBN 978-84-7658-522-1
- Yo también soy, Buenos Aires: Godot, 2015 ISBN 978-987-3847-09-7

## Sobre Bajtín
- Averintsev, S.; Makhlin, Vitali; Ryklin, Mijaíl, En torno a la cultura popular de la risa: nuevos fragmentos de M.M. Bajtin (adiciones y cambios a Rablelais), Anthropos, 2000 ISBN 978-84-7658-584-9
- Coloquio Internacional Mijaíl Bajtín. Un pensador occidental en la encrucijada de la hermenéutica y las ciencias europeas Sociedad de Estudios Medievales y Renacentistas (SEMYR) Salamanca, 2003. ISBN 978-84-932346-6-9
- Gómez Cabia, Fernando Estructura y actualidad del pensamiento de Mijail Bajtin, UAM Ediciones, 1997 ISBN 978-84-7477-661-4
- Sánchez-Mesa Martínez, Domingo, Literatura y cultura de la responsabilidad: el pensamiento dialógico de Mijail Bajtin), Comares, 1999 ISBN 978-84-8151-966-2